# ステファン・レコヴィッチ
ステファン・レコヴィッチ（セルビア語: Стефан Лековић, ラテン文字転写: Stefan Leković、2004年1月9日 - ）は、セルビアのサッカー選手。ポジションはディフェンダー。

## 経歴

### レッドスター・ベオグラード
2022年7月10日のセルビア・スーペルリーガ、FKラドニチュキ・ニシュ戦に出場しトップチームデビューを果たした。

### モンツァ
2025年1月17日、ACモンツァに特定条件による買い取り義務つきの半年間の契約でレンタル移籍した。